# Heinz Winbeck
Heinz Winbeck (* 11. Februar 1946 in Piflas; † 26. März 2019 in Regensburg) war ein deutscher Komponist.

## Leben
Winbeck begann seine Ausbildung 1964 am Richard-Strauss-Konservatorium München. Zu seinen Lehrern dort zählten Magda Rusy (Klavier) und Fritz Rieger (Dirigieren). Ab 1967 studierte er an der Musikhochschule München bei Jan Koetsier (Dirigieren), Harald Genzmer und Günter Bialas (Komposition). 1974–78 war er als Schauspielkomponist und Kapellmeister am Stadttheater Ingolstadt und bei den Luisenburg-Festspielen tätig. 1980 übernahm er einen Lehrauftrag an der Münchner Musikhochschule; 1988 wurde er als Professor für Komposition an die Hochschule für Musik Würzburg berufen. Im gleichen Jahr wurde er „Composer in residence“ beim Cabrillo Festival in Kalifornien.
Heinz Winbeck lebte in Schambach bei Riedenburg in einem von ihm und seiner Frau Gerhilde restaurierten Pfarrhof, wofür er einen Anerkennungspreis der Hypo-Stiftung bekam. Er ist der Schöpfer von u. a. fünf groß angelegten Sinfonien. Seine 5. Sinfonie Jetzt und in der Stunde des Todes reflektiert Skizzen zur 9. Sinfonie Anton Bruckners und wurde vom Bruckner Orchester Linz unter der Leitung von Dennis Russell Davies am 1. März 2010 im Stift Sankt Florian uraufgeführt. Mit dem Landestheater Linz verband Winbeck seitdem eine enge Zusammenarbeit, die im Ballett Lebensstürme gipfelte. Die beim Label TYXart records 2019 erschienene CD-Box Heinz Winbeck – The Complete Symphonies wurde im August für den Opus Klassik in den Kategorien Sinfonische Einspielung 20./21. Jahrhundert, Editorische Leistung des Jahres sowie Weltersteinspielung des Jahres nominiert und Anfang September 2020 mit dem Opus Klassik für die  Weltersteinspielung ausgezeichnet. Auf dem Label genuin erschien 2022 die Einspielung der drei Streichquartette mit dem Leopold Mozart Quartett. Winbecks Werke werden im Bärenreiter-Verlag verlegt.

## Ehrungen und Auszeichnungen
- 1974: 1. Preis beim Kompositionswettbewerb für Kammermusik in Hitzacker
- 1981: Förderpreis der Stadt München
- 1981/82: Stipendienaufenthalt in der Cité Internationale des Arts Paris
- 1985: Förderungspreis des Kunstpreis Berlin
- 2004: Gerda-und-Günter-Bialas-Preis der Bayerischen Akademie der Schönen Künste
- 2010: Friedrich-Baur-Preis
- 2020: Opus Klassik Weltersteinspielung des Jahres

## Werke
Vokalkompositionen
- Glühende Rätsel (1970). Liederzyklus für Bariton und Klavier. Texte: Nelly Sachs
- Grodek (3. Sinfonie; 1987/88) für Orchester, Altstimme und einen Sprecher. Text: Georg Trakl

Orchesterwerke
- Sonoscillant (1971). Musik für Violoncello und Streichorchester
- Entgegengesang (1973) für Orchester
- Lenau-Fantasien (1979) für Violoncello und Orchester
- Denk ich an Haydn (1982). Drei Fragmente für Orchester
- Tu Solus (1. Sinfonie; 1983/85) für Orchester
- 2. Sinfonie (1985/86) für Orchester
- Grodek (3. Sinfonie; 1987/88): siehe unter Vokalkompositionen
- Vierte Sinfonie De Profundis
- Fünfte Sinfonie Jetzt und in der Stunde des Todes

Kammermusik
- Pas de deux (1971) für Flöte und Xylophon
- Tempi capricciosi (1. Streichquartett; 1979)
- Tempi notturni (2. Streichquartett; 1979)
- Blick in den Strom (1982) für 2 Violinen, Viola und 2 Violoncelli
- Jagdquartett (3. Streichquartett; 1984)

## Diskographie
- Heinz Winbeck - „Aus der Enge in die Weite“ - Streichquartette 1-3, Leopold Mozart Quartett, 2022 GENUIN,  GEN 22779,  EAN: 4260036257793
- Heinz Winbeck – The Complete Symphonies, 2019 TYXart, TXA17091, LC28001
- Heinz Winbeck – Erste Sinfonie Tu Solus, Zweites Streichquartett tempi notturni, 1990, WERGO 6509 2,LC 8046
- Heinz Winbeck – Denk Ich An Haydn / Entgegengesang, LP, 1982, col legno - 5517, LC 7989
- J. F. Kleinknecht*, H. Winbeck*, P. Engel* / Münchener Kammerorchester – Fest-Konzert, "Lenau-Fantasien", 1980, Bayerische Vereinsbank, A-5580 A-1/80S